# کیسکا-یلگا (شهرستان تویمازینسکی، باشقیرستان)
کیسکا-یلگا (انگلیسی: Kiska-Yelga, Tuymazinsky District, Republic of Bashkortostan) یک شهرک در شهرستان تویمازینسکی استان باشقیرستان کشور روسیه است.